# Сканторпський металургійний завод
53°35′07.8″ пн. ш. 0°37′16.7″ зх. д. / 53.585500° пн. ш. 0.621306° зх. д.
Сканторпський металургійний завод (англ. Scunthorpe steelworks) — металургійний завод з повним металургійним циклом у місті Сканторп в Англії. Один з трьох найбільших металургійних заводів Великої Британії.

## Історія
Металургійне виробництво у Сканторпі було розпочате у 1864 році, коли тут було введено в дію металургійний завод «Трент» (англ. Trent ironworks).

## Опис заводу
Завод має 4 доменних печі, сталеплавильне і прокатне виробництво.